# Cartoon Network Olaszország
A Cartoon Network Olaszország (olaszul: Cartoon Network Italia) a Cartoon Network rajzfilmadó olasz adásváltozata. 1993. szeptember 17-e óta elérhető Olaszországban, de ekkor még csak az adó páneurópai változatát lehetett fogni angol nyelven. 1996. július 31-én indult el az olasz nyelvű sugárzás. Ez a változat bír egy időcsúsztatott csatornával is, amely neve Cartoon Network +1. Ez egy óra eltolással sugározza a Cartoon Networköt.

## Műsorai
A csatorna nagyrészt azokat a műsorokat adja, amelyeket a magyar Cartoon Network.

## Logó

Az első logó 1996. és 2006. között. A képernyő jobb felső sarkában található.
A második logó 2006. és 2010. november 28-a között. A jobb felső sarokban található.
A harmadik logó 2010-től. A jobb alsó sarokban található.